# WRB – Weilburg, Brandhof und Liesing
Die Dampflokomotiven „WEILBURG“, „BRANDHOF“ und „LIESING“ waren Personenzuglokomotiven der Wien-Raaber Bahn, die sich auch zeitweise Wien-Gloggnitzer Bahn nannte.
Diese drei Lokomotiven wurden in der gesellschaftseigenen Maschinenfabrik (der späteren Lokomotivfabrik der StEG) unter der Leitung von John Haswell gefertigt.
Sie wurden 1842 geliefert.
Da man noch nicht in der Lage war, gekröpfte Achsen herzustellen, hatten sie nach amerikanischem Vorbild Achsfolge 2'A.
Die Tabelle gibt mehrere mögliche Werte, wo die Angaben über die Dimensionen differieren.
Im Vergleich mit den Maschinen WRB – Wien II bis Altmannsdorf aber sieht man jedenfalls, dass die beiden Lokomotiven eine stark vergrößerte Verdampfungsheizfläche aufweisen, was sicherlich zu einer höheren Leistung beitrug.
Die „LIESING“ explodierte 1849.
Die beiden anderen Maschinen kamen 1853 zur südlichen Staatsbahn, wo die „WEILBURG“ 1858 ausschied.
Die „BRANDHOF“ kam als SB 806 noch zur Südbahn und wurde 1860 ausgemustert.
Für die Wien-Raaber Bahn wurde mit F.Nr. 8/1842 die „Brandhof“ geliefert, welche dort verblieb. Fast baugleich folgte mit F.Nr. 19/1844 die „Brandhof II“, die von der k.k. südlichen Staatsbahn beschafft worden war und 1858 in „Krieglach“ umbenannt wurde. Beide wurden 1860 ausgeschieden.